# Fabronia breutelii
Fabronia breutelii là một loài Rêu trong họ Fabroniaceae. Loài này được Hampe mô tả khoa học đầu tiên năm 1859.